# Schlacht bei Curupaytí
1. Phase: Paraguays Offensiven gegen Brasilien und Argentinien (1864–1865)

Mato-Grosso-Feldzug – Corrientes – Riachuelo – Yatay – Uruguayana
2. Phase: Alliierte Gegenoffensive und Stellungskrieg vor Humaitá (1866–1867)

Itapirú – Estero Bellaco – Tuyutí I – Yataytí Corá – Boquerón – Sauce – Curuzú – Curupaytí
3. Phase: Wiederaufnahme der alliierten Offensive und Eroberung des Kernlandes Paraguays (1867–1868)

Tuyutí II – Humaitá – Ytororó – Avahy – Itá Ivaté
4. Phase: Schlussoffensive der Alliierten und totale Niederlage Paraguays (1869–1870)

Piribebuy – Acosta Ñu – Cerro Corá
Die Schlacht bei Curupaytí war eine während des Tripel-Allianz-Kriegs zwischen einerseits Paraguay und andererseits Argentinien und Brasilien ausgefochtene Schlacht im September 1866. Eine aus argentinischen und brasilianischen Truppen zusammengesetzte Heeresstreitmacht, unterstützt von brasilianischen Flusskampfschiffen, versuchte hierbei das starke paraguayische Fort Curupaytí am Ufer des Río Paraguay niederzukämpfen. Der Angriff auf das Fort, dieses war Teil des Festungskomplexes Humaitá-Curupaytí, scheiterte jedoch unter schweren Verlusten für die Angreifer. Die Verbündeten mussten darauf ihre weiteren Offensivvorhaben auf dem Río Paraguay gen Norden um fast acht Monate verschieben.

## Vorgeschichte
Rund drei Wochen vor dem Angriff auf das Fort von Curupaytí hatten brasilianische Einheiten im Rahmen ihres Vorstoßes auf dem Río Paraguay in Richtung Norden bei Curuzú einen ersten Erfolg gegen das paraguayische Verteidigungsreduit vor Humaitá erzielen können. Da hierbei sich vor allem die neuen brasilianischen Panzerschiffe als sehr erfolgreich erwiesen hatten und zudem die eigenen Verluste vergleichsweise gering gewesen waren, erhoffte sich die Führung der Verbündeten einen ähnlich raschen Erfolg bei Curupaytí. Zwar war dieses Fort wesentlich stärker als jenes bei Curuzú – was den Verbündeten bekannt war –, doch waren seitdem die Brasilianer durch argentinische Truppen und durch zwei neue Mörserfahrzeuge verstärkt worden, was einen ähnlichen Erfolg möglich erscheinen ließ.

### Die paraguayische Verteidigung

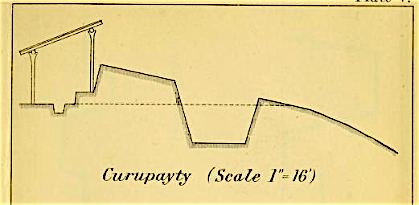
Seitenriss bzw. schematische Darstellung der paraguayischen Stellungen bei Curupaytí (links die überdachten Stellungen, davor der Halsgraben).

Das Fort von Curupaytí war, im Vergleich zu den Erdwerken bei Curuzú, besser und weitläufiger mit Brustwehren ausgebaut. Ferner waren zahlreiche Geschütze nicht nur verschanzt, sondern zudem noch getarnt und standen teils in überdachten Stellungen. Hierdurch waren die Artilleristen wesentlich wirkungsvoller gegen in der Luft detonierende Schrapnelle geschützt (diese hatten einen Großteil der paraguayischen Verluste vor Curuzú verursacht).
Das Fort von Curupaytí verfügte insgesamt über 49 Geschütze, darunter rund zwei Dutzend 32-Pfünder, fünf leichtere 12-Pfünder-Feldgeschütze und acht schwere 68-Pfünder-Lancaster-Kanonen britischer Provenienz. Diese schweren Geschütze waren in der Lage, eine eigens von den Paraguayern entwickelte Kartätschenladung (bestehend aus rund 30 Eisenkugeln von bis zu 50 mm Durchmesser) zu verschießen. Nach der Niederlage bei Curuzú waren außerdem rund 1.700 Soldaten als Verstärkung von der Hauptfestung Humaitá nach Curupaytí beordert worden, womit die verstärkte Garnison des Forts nun rund 5.000 Mann zählte. Zur Verbesserung der Verteidigung ließ der Kommandeur vor Ort, General José Eduvigis Díaz, zudem einen rund 2.000 Meter langen Halsgraben (von etwa drei Metern Breite und zwei Metern Tiefe) anlegen, welcher die Landseite des Forts weitgehend abschirmte. Daneben wurden im Vorfeld der Verteidigungslinien Hindernisse aus gefällten Bäumen und angespitzten Holzpfählen angelegt. Die paraguayischen Truppen umfassten sieben Infanteriebataillone, vier kleinere, aber zusammengefasst operierende Kavallerieregimenter (unter Capitán Bernardino Caballero) und ein gemischtes Bataillon.

### Die Streitkräfte der Verbündeten
Das bei Curuzú siegreiche II. brasilianische Armeekorps (2º Corpo do Exército Brasileiro) war in den ersten Septemberwochen auf rund 11.000 Soldaten verstärkt worden. Zudem waren seit der zweiten Septemberwoche rund 9.000 argentinische Soldaten des I. und II. argentinischen Armeekorps (1º & 2º Corpo do Exército Argentino) in Curuzú eingetroffen. Das I. Armeekorps kommandierte General Wenceslao Paunero. Das II. Armeekorps stand unter dem Befehl von Bartolomé Mitre, dem Präsidenten Argentiniens, dem dabei allerdings die erfahrenen Generale Emilio Mitre und Wenceslao Paunero zur Seite standen. Oberbefehlshaber des brasilianischen Korps war Almirante Joaquim Marques Lisboa (Marquês de Tamandaré). Ihm unterstellt war der Kommandant der Heerestruppen, General Antonio Paranhos. Insgesamt verfügten die Verbündeten über 21 Infanteriebrigaden, zwei Kavalleriebrigaden und zwei gemischte leichte Brigaden.
Die Flussstreitkräfte, ausschließlich aus brasilianischen Einheiten bestehend, umfassten die drei modernen Panzerschiffe Brasil, Barroso und Tamandaré, das Turmpanzerschiff Lima Barros, die beiden neuen Mörserschiffe Forte Coimbra und Pedro Afonso – jedes mit einem 70-Pfünder-Whitworth-Geschütz bestückt –, den drei (ungepanzerten) größeren Kanonenbooten Ipiranga, Belmonte und Parnaiba sowie drei kleineren Kanonenbooten. Diese Flottille sollte, ähnlich wie bei Curuzú, die Geschütze des Forts niederkämpfen und so den angreifenden Landtruppen den Sturm der Verteidigungswerke ermöglichen.

## Die Schlacht
Am Morgen des 22. September, gegen 7:00 Uhr, näherten sich die brasilianischen Flussstreitkräfte der Festungsanlage und begannen zunächst mit einem fast fünf Stunden andauernden Beschuss der paraguayischen Anlagen. Beinahe zeitgleich setzten sich die Curuzú versammelten Landtruppen der Verbündeten in Richtung Norden in Bewegung, wobei die Brasilianer den linken und die argentinischen Truppen den rechten Flügel der Armee bildeten, und rückten langsam auf das etwa sechs Kilometer entfernte Curupaytí vor.

### Der Fehlschlag des Flottenangriffs
Obgleich die brasilianischen Schiffe innerhalb von fünf Stunden rund 5.000 Granaten und Schrapnelle auf das Fort abfeuerten, blieb der Artilleriebeschuss weitgehend ineffektiv, lediglich ein Geschütz des Forts wurde außer Gefecht gesetzt. Einerseits waren die paraguayischen Befestigungen gegenüber den in der Luft detonierenden Schrapnellen sehr gut geschützt, andererseits blieben die brasilianischen Schiffe – aus Furcht vor in Ufernähe an Pfählen angebrachten Flussminen (der Verlust des Panzerschiffes Rio de Janeiro vor Curuzú wirkte hier noch nach) – auf vergleichsweise großer Distanz zum Fort, was allerdings die Zielgenauigkeit herabsetzte. Hinzu kam, dass die Paraguayer nur rund 20 ihrer Geschütze gegen die gegnerische Flottille einsetzten – die restlichen Kanonen wurden auf Anordnung von General Díaz in getarnten Stellungen zurückgehalten –, was bei den Brasilianern den Eindruck hinterließ, dass das Fort nicht so stark armiert wie angenommen und nach dem Bombardement weitgehend zerstört sei. Diese verhängnisvolle Fehleinschätzung sollte den eigentlichen Angriff der Heerestruppen kurze Zeit später zu einem Fiasko werden lassen.

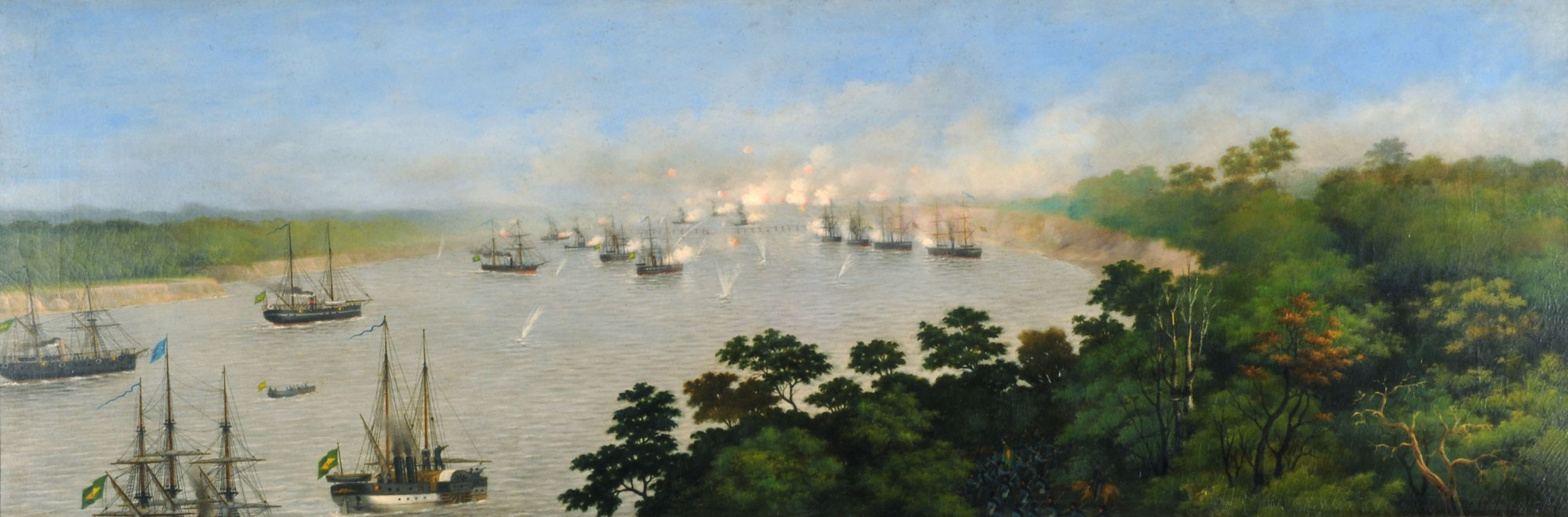
Brasilianische Panzerkanonenboote bei der Beschießung von Curupaytí.

### Der Sturmangriff
Um kurz nach 12:00 Uhr und nach der Einstellung der Beschießung durch die Flussflotte, stürmten rund 8.000 Soldaten der Verbündeten – die Armee war in zwei Sturmwellen aufgegliedert worden – gegen die Fortanlage von Curupaytí an. Die Attacke wurde hierbei von den am rechten Flügel stehenden Argentiniern eingeleitet. Die Paraguayer, deren Linien quasi noch voll einsatzbereit waren, eröffneten nun mit allen verfügbaren (und auch mit den getarnten) Geschützen das Feuer, wobei vor allem die Kartätschen der schweren 68-Pfünder fürchterliche Opfer unter den Angreifern forderten. Hunderte von Soldaten wurden im Vorfeld des Halsgrabens des Forts buchstäblich zerfetzt oder niedergemäht. Das Abwehrfeuer war derart schwer, dass nur etwa 70 bis 80 Soldaten der Verbündeten überhaupt bis zu den paraguayischen Stellungen vordringen konnten. Angesichts der entsetzlichen Verluste seiner argentinischen Truppen, ordnete Bartolomé Mitre gegen 14:00 Uhr die Einstellung aller weiteren Angriffe an. Auch der geplante Angriff des zweiten Treffens der Verbündeten wurde abgesagt. Rund die Hälfte der Soldaten der ersten Angriffswelle lag in den Mittagsstunden tot oder verwundet auf dem Schlachtfeld.
Die Verbündeten zogen sich bereits kurze Zeit später in Richtung von Curuzú zurück. Der Rückmarsch gestaltete sich relativ ungeordnet. Die letzten den Rückzug sichernden Einheiten – Brasilianer der 1. Infanteriebrigade –, die teils Verwundete mit sich führten, trafen dort erst gegen 17:00 Uhr ein. Die Schlacht fand hierdurch ihr Ende, auch weil seitens der Paraguayer keine Verfolgung des weichenden Gegners vorgenommen wurde. (Die Anweisung, keine Verfolgung vorzunehmen, war von Francisco Solano López direkt gegeben worden, der so nach der verlustreichen Niederlage bei Curuzú unnötige Verluste vermeiden wollte. Indessen jedoch hinderte dies General Díaz daran, dem abziehenden Gegner eine noch schwerere Niederlage zu bereiten.)

## Die Opfer
Die Schlacht bei Curupaytí war eine schwere Niederlage für die Verbündeten: Von rund 20.000 Soldaten waren 1.461 (davon 1.039 Argentinier) getötet und 3.591 (davon 2.002 Argentinier) verwundet worden. Aufsummiert war insofern rund ein Viertel der gesamten Armee verloren gegangen. Es sei angemerkt, dass in der Zahl der Gefallenen die Zahl der Vermissten (insgesamt 66, davon zehn Brasilianer und 56 Argentinier) enthalten ist. (Dies wird auch in der Statistik des Informationsblocks so gehalten.) Daneben hatten drei Schiffe der Flussflottille durch Artilleriebeschuss Schäden davongetragen.
Die Paraguayer erlitten im Gegenzug nur sehr geringe Verluste (54 Gefallene, 196 Verwundete). Lediglich ein einziges Geschütz der Festung war zerstört worden. Das Fort von Curupaytí verblieb weitestgehend einsatzbereit.

## Nachwirkungen
Das Debakel vor Curupaytí sorgte bei den Verbündeten für einige politische und militärische Verwerfungen. So wurde einerseits Marechal Luís Alves de Lima e Silva (Duque de Caxias) im Oktober 1866 neuer Oberbefehlshaber der brasilianischen Streitkräfte in Paraguay (und löste damit faktisch den Marquês de Tamandaré ab), andererseits ereigneten sich in Argentinien ab Herbst 1866 Unruhen und Aufstände – auch eine Folge der schweren Verluste in Paraguay (die Truppen der Verbündeten wurden im Herbst 1866 zudem noch von einer Cholera-Epidemie heimgesucht, was zusätzliche Opfer verursachte) –, die Präsident Mitre zwangen, einen Teil der Heeresverbände (rund 4.000 Soldaten) zwecks Sicherung des Hinterlandes von der Front abzuziehen. Durch diese interne Schwächung des Verbündeten hatte Brasilien wiederum einen größeren Aufwand als Truppensteller zu betreiben. Dies, und der bis Anfang 1867 dauernde Cholera-Ausbruch, führte dazu, dass die Verbündeten ihre Offensive gegen Curupaytí beziehungsweise Humaitá erst acht Monate später wieder aufnehmen konnten.

## Einschätzung der Schlacht
Auch wenn die Abwehr des Angriffs der Verbündeten bei Curupaytí einen klaren taktischen Erfolg der Paraguayer darstellte – auch gemessen an den schweren Verlusten der brasilianisch-argentinischen Verbände (prozentual hinsichtlich der Opferzahlen gesehen handelte es sich um die verlustreichste Niederlage der Verbündeten während des gesamten Krieges) –, so änderte dieser Defensivsieg nichts an der für Paraguay sich zunehmend verschlechternden strategischen Gesamtkriegslage. So lag die Initiative weiterhin bei den materiell wie personell weit überlegenen Verbündeten, die auch dann die Offensive auf den Festungskomplex Curupaytí-Humaitá im Frühsommer 1867 erneuerten, während die zunehmend mit einer unzureichenden Versorgungslage kämpfenden Paraguayer in einer reinen Defensivposition verharrten.